# Élections législatives sénégalaises de 1988
Les élections législatives sénégalaises de 1988 ont eu lieu le 28 février 1988, le même jour que l'élection présidentielle, afin de renouveler les membres de l'Assemblée nationale du Sénégal.
Elles sont remportées par le Parti socialiste qui récolte un peu plus de 71 % des voix.

## Contexte

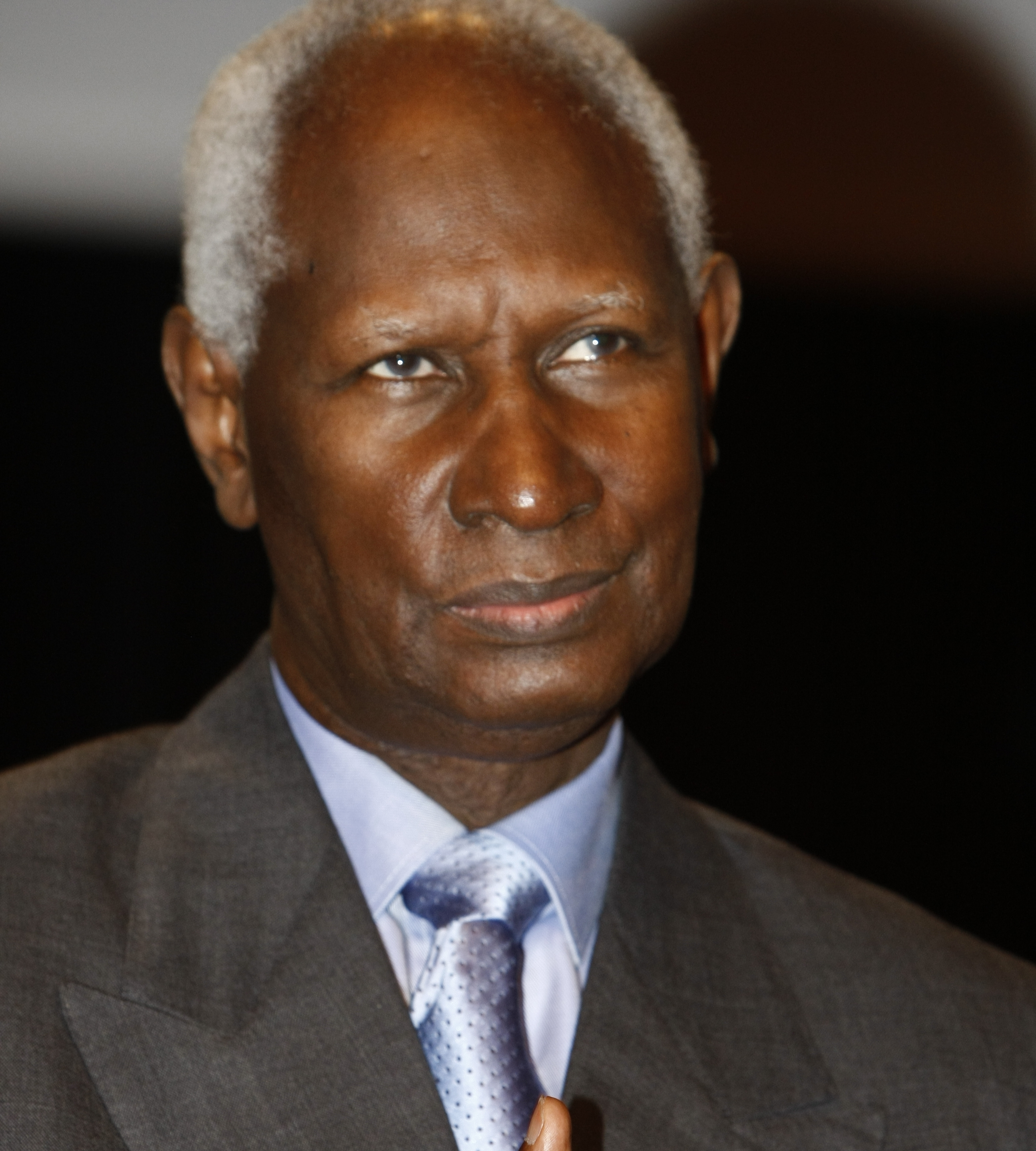
Le président en exercice en 1988, Abdou Diouf

## Participation
Le taux de participation est de 57,9 %, soit un peu inférieur à celui de l'élection présidentielle du même jour (58,8 %).

## Résultats
|                          |                                                                |           |       |       |        |               |
| Parti                    | Parti                                                          | Voix      | %     | +/-   | Sièges | +/-           |
|                          | Parti socialiste (PS)                                          | 794 559   | 71,34 | 8,6   | 103    | 8             |
|                          | Parti démocratique sénégalais (PDS)                            | 275 552   | 24,74 | 10,77 | 17     | 9             |
|                          | Ligue démocratique/Mouvement pour le parti du travail (LD/MPT) | 15 664    | 1,41  | 0,29  | 0      | en stagnation |
|                          | Parti pour la libération du peuple (PLP)                       | 13 186    | 1,18  | Nv.   | 0      | en stagnation |
|                          | Parti de l'indépendance et du travail (PID)                    | 9 304     | 0,84  | 0,29  | 0      | en stagnation |
|                          | Parti démocratique sénégalais/Rénovation (PDS-R)               | 5 481     | 0,49  | Nv.   | 0      | en stagnation |
|                          |                                                                |           |       |       |        |               |
| Votes valides            | Votes valides                                                  | 1 113 746 | 99,60 |       |        |               |
| Votes blancs et nuls     | Votes blancs et nuls                                           | 4 500     | 0,40  |       |        |               |
| Total                    | Total                                                          | 1 118 246 | 100   | –     | 120    | en stagnation |
| Abstentions              | Abstentions                                                    | 814 019   | 42,13 |       |        |               |
| Inscrits / participation | Inscrits / participation                                       | 1 932 265 | 57,87 |       |        |               |